# Шимоньи, Карой
Ка́рой Ши́моньи (венг. Simonyi Károly; 18 октября 1916 — 9 октября 2001) — венгерский писатель, физик. Преподавал электротехнику в Будапештском техническом университете. Автор популярной книги Физика — история культуры. Его сын Чарльз Симони - известный программист, глава и основатель компании Intentional Software.

## Биография
Карой Шимоньи родился в Венгрии седьмым ребёнком из десяти. Шимоньи получил степень в области техники в Будапештском техническом университете и в области права в Печском университете. После Второй мировой войны он преподавал электротехнику в Шопронском университете, а в 1952 году он работал профессором в Техническом университете, где стал видным преподавателем и создал отделение теории электротехники. В 1952 году награждён премией Кошута.
В 1960-х годах из-за ухудшения политической обстановки в стране потерял работу. Впоследствии он взялся за написание труда, посвящённого истории развития физики, в котором описывались культурные, философские и социальные процессы, сформировавшиеся в ходе развития физики.
Дедом Кароя Шимоньи по отцовской линии был Шандор Шимоньи-Шемадам, который в качестве премьер-министра участвовал в подписании Трианонского договора, завершившего участие Венгрии в Первой мировой войне.

## Награды
- 1952 — Премия имени Кошута
- 1985 — Государственная премия Венгрии[венг.]
- 1997 — Командорский крест Ордена Заслуг Венгрии
- 1998 — Премия «Наследие Венгрии»
- 1998 — Учёный года[венг.]
- 2000 — Золотая медаль Венгерской академии наук[венг.]